# 突唇歐雅魚
突唇歐雅魚（學名：Squalius pamvoticus）為輻鰭魚綱鯉形目雅羅魚科的其中一種，分布於歐洲阿爾巴尼亞和希臘的卡拉馬斯河、阿什隆河、洛羅斯河和阿拉赫索斯河流域，體長可達30公分，棲息在水質清澈且流動的溪流，生活習性不明。